# Waterfront Commission
Die Waterfront Commission of New York Harbor (WCNYH) ist eine 1953 entstandene zwischenstaatliche Behörde der US-Bundesstaaten New York und New Jersey. Dabei wird Waterfront, wörtlich übersetzt Küstenlinie, vor allem im Sinne der realen künstlichen Hafenanlagen (Kais und Piers) und der damit verbundenen Handlungen und Rechtsgeschäfte verstanden. Die Kommission soll grenzübergreifend regeln, was zum sicheren Betrieb der Häfen und ihrer Nebenanlagen erforderlich ist.
Das Alltagsgeschäft wird vor allem von zwei Unterbehörden wahrgenommen:
- Division of Licensing/Employment Information Centers  (Büro zur Lizenzierung der Hafenbeschäftigten und zur Arbeitsvermittlung)
- Police Division (WCPD. Dieses zwischenstaatliche Polizeidepartement ist für das gesamte Hafengebiet zuständig.) Hauptstellen gibt es in  Manhattan, Brooklyn (NY) und in Newark, New Jersey.[1]